# Station Tarnawa Dolna
Station Tarnawa Dolna is een spoorwegstation in de Poolse plaats Tarnawa Dolna.